# José Rodrigues
José Rodrigues de Carvalho (Lisboa, 16 de julho de 1828 — Lisboa, 19 de outubro de 1887) foi um pintor português da época romântica.
 Considerada a sua obra mais famosa, O cego rabequista, pintada em 1855, foi exibida na Exposição Universal de Paris em 1855 e na Exposição Internacional do Porto em 1865, conquistando o segundo lugar.

## Biografia
José Rodrigues, filho de Apolinário José de Carvalho e de Maria Leonarda, foi baptizado em São João da Praça a 21 de Setembro de 1828, tendo como padrinho José Rodrigues.
José Rodrigues (com o mesmo nome do padrinho) teve cinco irmãos, viveu em Lisboa, na Rua dos Bacalhoeiros. Casou a 17 de Maio de 1863 na Igreja Paroquial dos Anjos, em Lisboa, com D. Maria José da Conceição Rodrigues, filha de José Rodrigues da Rocha, da qual teve três filhos (António Ribeiro Rodrigues, Teresa de Jesus Rodrigues e Matilde Leonor Rodrigues).
Antes de entrar para a Academia das Belas-Artes (convento de S. Francisco) como aluno voluntário em 1841, deixou uma estampa datada de 1840. Em virtude de ter na Academia um colega homónimo, requereu oficialmente a redução do seu nome para "José Rodrigues".
Aos catorze anos de idade, no concurso de desenho histórico, ganhou um prémio na cópia de baixo-relevo, passando de aluno voluntário a aluno ordinário. Desse ano (1842) existe ainda uma estampa assinada e datada.

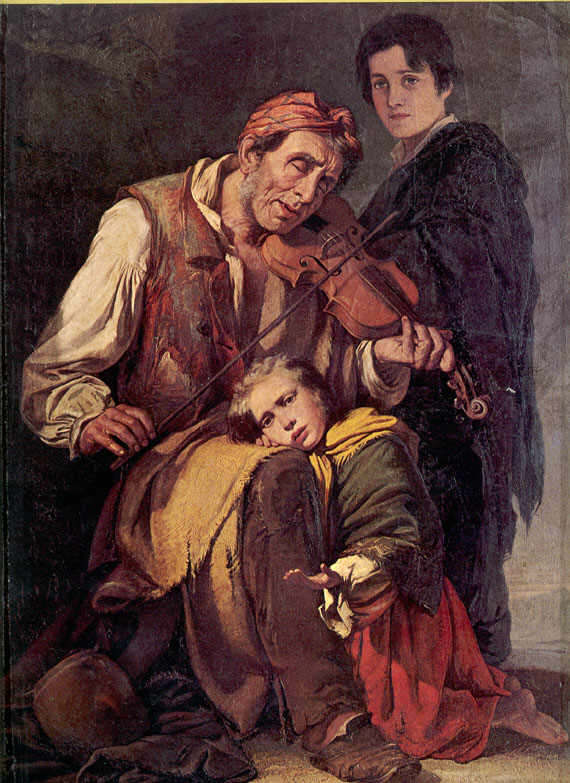
O Cego Rabequista de José Rodrigues

Em 1843, na exposição de obras de alunos, apresentou o desenho do baixo-relevo, tendo sido premiados nesse ano Miguel Ângelo Lupi, Angelino da Cruz Castro e Silva, António José Lopes Júnior e Ernesto Gerard.
No ano lectivo de 1845/46 recebeu um prémio, tendo passado para o ensino superior na aula de pintura histórica. Em Dezembro de 1846, ganhou outro prémio com um desenho de modelo vivo.
José Rodrigues teve como condiscípulos João Pedro Monteiro (Monteirinho), Francisco Augusto Metrass, Tomás da Anunciação, João Cristino da Silva, Joaquim Pedro de Sousa, António José Patrício e outros.
No certame trienal de 1849, recebeu das mãos da rainha D. Maria II, a medalha de ouro.
Na conferência de Agosto de 1849, a Academia premiou o quadro de José Rodrigues Aparição do Anjo S. Gabriel ao profeta Daniel, com a medalha de ouro.
Na exposição promovida pela Associação Industrial Portuense, José Rodrigues obteve a medalha de prata com distinção.
Em 1865, a Conferência Geral da Academia nomeou-o "Académico de Mérito".
Ao longo da sua vida, em vez de poder pintar as obras que desejava, teve necessidade de pintar retratos para sobreviver, facto que o tornou num homem melancólico e doente. Deu aulas no mosteiro das donas irlandesas do Bom-Sucesso, no colégio de S. José das Dominicanas de S. Domingos de Benfica, entre outros locais.
Morreu a 19 de Outubro de 1887 em Lisboa, freguesia da Sé, aos 59 anos, já viúvo, na sua morada da Rua dos Bacalhoeiros, 125, terceiro andar. Foi sepultado no Cemitério do Alto de São João.

## Críticas à sua obra
- Segundo José-Augusto França, o artista dedicou-se à pintura de costumes, dentro do realismo sentimental, tendo a sua obra sido prejudicada pela dificuldade em separar o sentimentalismo do realismo.[4]

## Obras seleccionadas

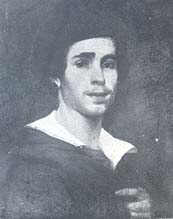
Auto-retrato (com capa)

Nota autografada do autor no seu referido álbum.

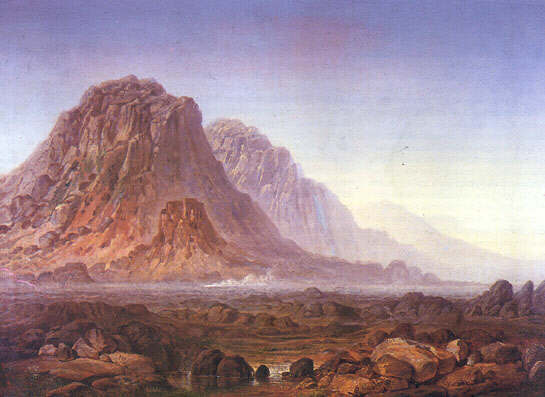
Penhascos da Mancha

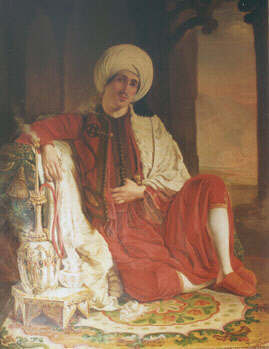
Cena Oriental

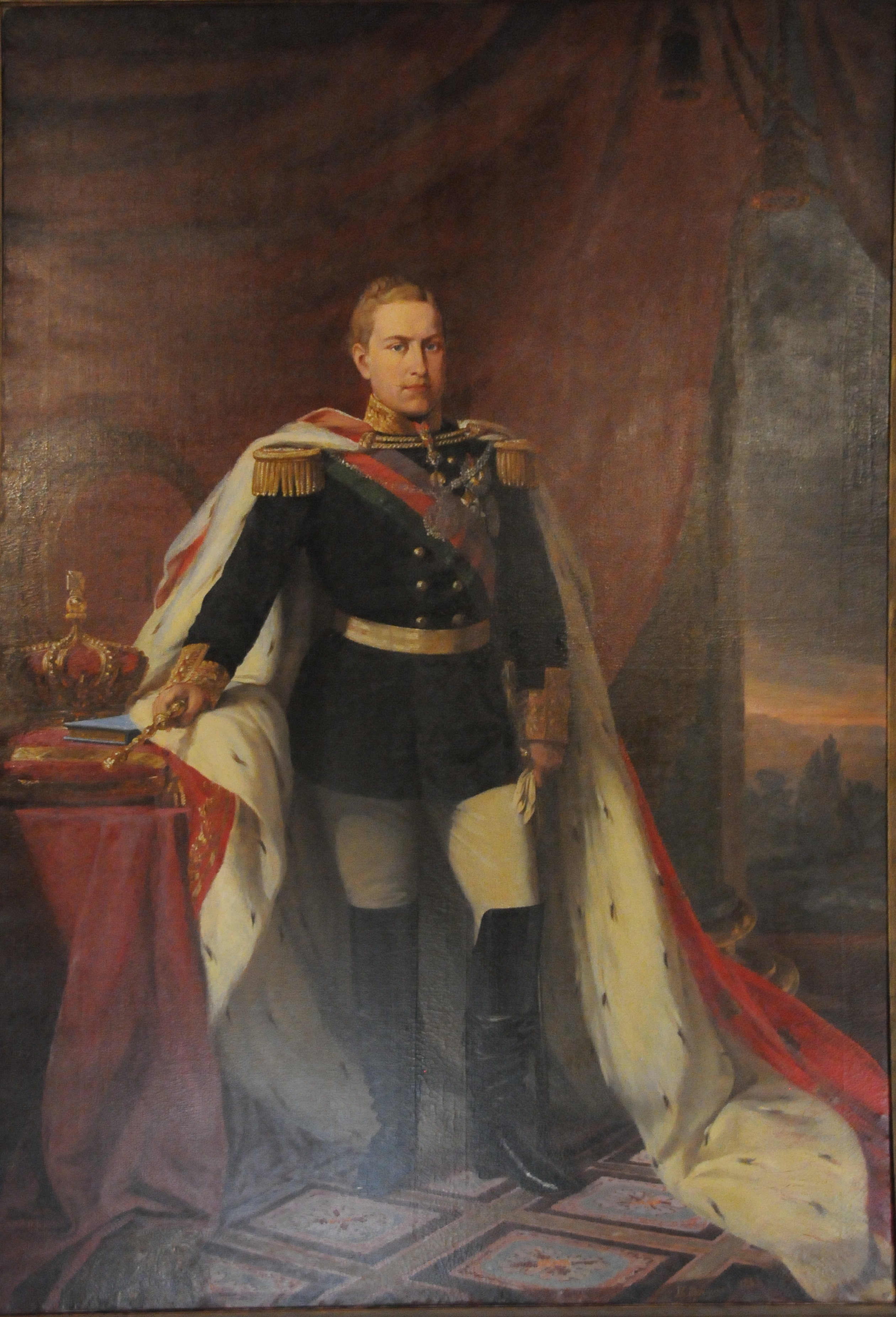
El-rei Luís I de Portugal (1866)

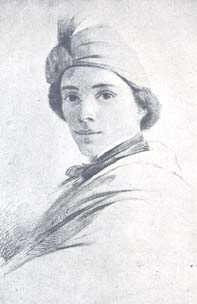
Auto-retrato (aos 19 anos)

| “ | Por falta de saúde e outros motivos particulares, estive dois anos sem pegar em pincéis, e os retratos que fiz depois, deixei de aqui os indicar, por falta de ânimo ou desleixo. Hoje 21 de Abril de 1883, querendo continuar esta relação do que me recordo, sem ordem ter assinado, são os seguintes: | ” |
|   | — José Rodrigues. |   |

### Quadros a óleo de diferentes temáticas
- O pobre da púcara meio corpo. Pertencia a el-rei D. Fernando
- O Pobre Rabequista (ou Cego Rabequista), composição de três figuras do tamanho natural. Pertencia a el-rei D. Fernando e posteriormente ao Sr. Conde do Ameal e actualmente faz parte do espólio do Museu do Chiado.
- O malmequer. Pertencia a D. Maria Rufina de Lima Iglesias.
- Penhascos da Mancha. Pertencia ao Marquês de Sousa Holstein.
- Cena Oriental.
- O antigo vendedor de agriões em Sintra. Pertencia a el-rei D. Luis.
- A cozinha.
- A camponesa. Pertencia a el-rei D. Luis.
- Margens do Tejo, próximo de Santarém. Pertencia a el-rei D. Luis.
- Nossa Senhora das Felicidades. Pertencia a D. Maria Rufina de Lima Iglesias.
- Flores e frutos; altura 1,72 m. Pertencia a el-rei D. Fernando.
- A cidade de Lisboa, quadro do tecto da sala grande das sessões da Câmara Municipal de Lisboa 5 m de largo, por 4 m de alto. 1883.[5]

### Retratos pintados a óleo
- Sua Majestade el-rei D. Pedro V, de reminiscência, em transparente, para os festejos da Aclamação em Beja.
- Conselheiro José da Silva Carvalho, cópia para Portalegre. 85. Anónimo.
- Sua Eminência o Cardeal Patriarca de Lisboa, D. Manuel Bento Rodrigues, para Braga.
- Sua Majestade el-rei D. Pedro V, para o salão da Praça do Comércio de Lisboa.
- Sua Majestade el-rei D. Luís, para a sala dos capelos da Universidade de Coimbra, quadro de 3 m de altura.
- Sua Majestade el-rei D. Pedro V (de reminiscência) para a escola de Mafra, encomenda da Sociedade Madrépora do Rio de Janeiro.
- Sua Majestade el-rei D. Luís, encomenda do Ministério da Marinha para a sala do docel do palácio do Governo Geral em Moçambique, quadro de 2,60 por 1,70 m.
- Sua Majestade el-rei D. Luis, para a Câmara dos Senhores Deputados.
- Sua Majestade el-rei D. Pedro V, de reminiscência, para a Sociedade de Beneficência do Rio de Janeiro, quadro de 2,50 m, por 1,50 m.
- Autorretrato do artista, aos dezanove anos de idade.
- Auto-retrato do pintor, vestido com capa e gorro.

## Notas

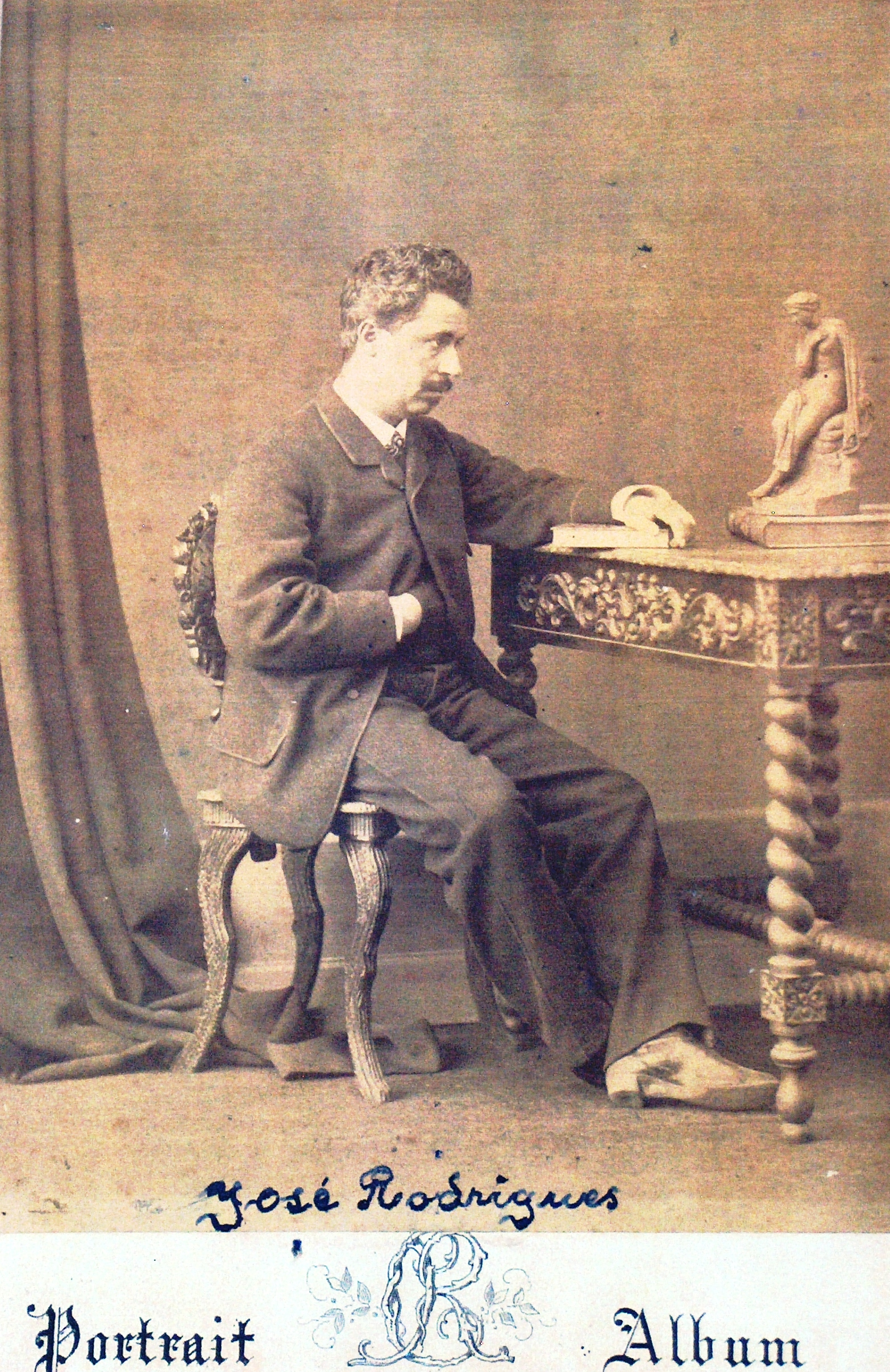
Foto de José Rodrigues tirada por Carlos Relvas

## Lista completa das obras de José Rodrigues
Relação de suas obras segundo apontamentos deixados pelo próprio artista na sua carteira.
Relação de suas obras segundo apontamentos deixados pelo próprio artista na sua carteira.
Obras
- Quadros a óleo de diferentes temáticas

1. O pobre da púcara meio corpo. Pertencia a el-rei D. Fernando
2. O Pobre Rabequista  (ou Cego Rabequista), composição de três figuras do tamanho natural. Pertencia a el-rei D. Fernando. Hoje pertence ao Sr. Conde do Ameal.
3. O malmequer. Pertencia a D. Maria Rufina de Lima Iglesias.
4. Os peixes
5. Penhascos da Mancha. Pertencia ao Marquês de Sousa Holstein.
6. O guarda da linha férrea. Pertencia ao mesmo.
7. Cena Oriental
8. Dois marroquinos em repouso.
9. O antigo vendedor de agriões em Cintra. Pertencia a el-rei D. Luis.
10. O rapaz pedinte. Pertencia ao mesmo senhor.
11. A sesta do porco.
12. Os patos na levada
13. A recusa, quadro de costumes da idade média; pequenas dimensões.
14. A cozinha.
15. A camponesa. Pertencia a el-rei D. Luis.
16. O jantar do varredor.
17. O sapateiro.
18. Tarde de inverno.
19. O aguaceiro.
20. Os salteadores na caverna.
21. A ceia dos salteadores.
22. Os cisnes. Pertencia a F. Lourenço da Fonseca.
23. O pôr do sol. Pertence a Francisco Parente da Silva.
24. A camponesa.
25. A criada. Pertencia a Carlos Relvas.
26. O cozinheiro. Pertencia ao mesmo.
27. Margens do Tejo, próximo de Santarém. Pertencia a el-rei D. Luis.
28. Nossa Senhora da Conceição, para Guimarães.
29. Nossa Senhora das Felicidades. Pertencia a D. Maria Rufina de Lima Iglesias.
30. A Madre Teresa do Lado. Pertencia à mesma.
31. Flores e frutos; altura 1m,72. Pertencia a el-rei D. Fernando.
32. As portas do Céu, quadro do tecto da capela do cemitério dos Prazeres.
33. Quadro do tecto da sala do Tribunal do Comércio de Lisboa.
34. A cidade de Lisboa, quadro do tecto da sala grande das sessões da Câmara Municipal de Lisboa 5.m de largo, por 4.m de alto. 1883.
35. A carta da namorada. Pertencia a Francisco Ricca.
36. A volta da cidade. Pertencia ao mesmo.

- Retratos pintados a óleo

1847
1. D. Maria Rita de…
2. José de Sousa

1848
1. Pedro Rodrigues de Carvalho.
2. Joaquim Bento Pereira (Barão do Rio Zêzere em 1851).
3. D. Joaquina Lucia de Brito Velloso Peixoto, (Baronesa do Rio Zêzere).
4. José Bernardino Frasão.
5. D. Henriqueta Mathilde Frasão
6. D. Marianna Victoria de…

1849
1. Francisco de Paula Cardoso. 10. Roberto Cohen.
2. Alfredo Fernandes Claro. 12. António de Almeida Didier (menino de 8 anos)

1850
1. José Daniel Colaço, depois Cônsul geral e Ministro em Tanger, e barão de Colaço Macnamara.
2. …Ferreira, Escrivão de Direito em Guimarães.
3. Luiz Pinto Tavares (residente em Castello Branco).
4. Cândido José de Oliveira.
5. Luiz Carlos Leão Trinité.
6. Visconde de Ovar, Antonio Maria Pereira da Costa, General de Brigada.
7. Viscondessa de Ovar, D. Maria Rita de Oliveira Pinto da França.
8. José Firmo Ferreira dos Santos, Médico-cirurgião.
9. Dr. António Dias de Azevedo, irmão do Conde de Podentes.
10. D. Emília Brower, sua mulher.
11. José Frederico Pereira da Costa (Ovar).
12. D. Theresa Jacintha Maria Sanz Monteiro

1851
1. Constantino Rodrigues Batalha
2. …de Andrade, Comandante de Artilharia 1.
3. João Firmino Ribeiro.
4. Francisco Rodrigues Batalha.
5. D. Maria José Couceiro Stamp
6. D. Teresa Clara Cardoso de Faria e Maia.
7. Repetição do mesmo para a ilha de S. Miguel.
8. José Marcelino, Coronel de Artilharia.
9. Cópia de um retracto a daguerreotipo para o Rio de Janeiro.
10. Cónego Mendes.
11. Visconde do Pinheiro, D. Miguel Ximenez.

1852
1. José Avelino da Costa Amaral.
2. Joaquim António dos Santos Teixeira, Cirurgião em chefe do Exército.
3. D. Camilla Adelaide Stamp.
4. Joaquim Ignacio Ribeiro.
5. José Bernardo da Silva, Capitão de mar e guerra.
6. Flammiano José Lopes Ferreira dos Anjos.
7. …Juiz em Palmella (cópia).
8. Mr. John Stott Howorth.
9. José Vieira da Silva, para Luanda.
10. Mathias José Pereira, para o Maranhão.
11. D. Anna Clara Pereira, para o Maranhão.
12. e 48. Duque de Saldanha, e uma repetição para Coimbra.

1853
1. Duque de Palmella, D. Pedro, cópia de um busto.
2. Joaquim Teotónio da Silva, Médico-cirurgião.
3. Antonio Lopes Ferreira dos Anjos.

1854
1. Ricardo Fernandes de Oliveira Duarte.
2. Julio Stamp
3. António Lopes Ferreira dos Anjos, para a Certan.
4. Barão de Almeida, António Thomaz de Almeida e Silva.
5. Barão de Sarmento, General Ajudante de campo d’el-Rei D. Fernando.
6. D. Leonor Magdalena Pecquet Ferreira dos Anjos.
7. José Pedro Henriques Barbosa.
8. D. Maria Guilhermina Marques dos Anjos.
9. D. Maria do Ceo da Costa Guerreiro.
10. Duas meninas em grupo, para o Pará.

1855
1. José Maria do Couto.
2. António Joaquim Luiz de Sequeira, e D. Gracinda de Jesus Alves Sequeira, em grupo.
3. António Augusto Martins Loduvice, de reminiscência.
4. Salvador José Castanho.
5. D. Carolina Amália do Carmo Bastos Castanho
6. Manuel Joaquim Barbosa.
7. D. Amália Teodolinda Bastos.
8. Joaquim Ignácio Ribeiro, repetição do retracto pintado em 1852, ut supra
9. Sua Majestade el-rei D. Pedro V, de reminiscência, em transparente, para os festejos da Aclamação em Beja.
10. Conselheiro Francisco José Vieira, para o Porto.

1856
1. António Rino Jordão, para Leiria.
2. João Affonso Henriques
3. Viscondessa de Benagazil, D. Catharina Rita Pereira Caldas, cópia.
4. Guilherme Ribeiro da Cunha.
5. José Joaquim Vicente de San-Romão.
6. Sua Majestade el-rei D. Pedro V, quadro de oito palmos.
7. João Paulo Cordeiro, cópia.

1857
1. D. Maria Bernardina da Gama Salema.
2. Sua Alteza a Senhora Infanta D. Isabel Maria.
3. Padre Beirão.
4. Conselheiro José da Silva Carvalho, cópia para Portalegre. 85. Anónimo.
5. Repetição do dito.
6. D. Catarina Cândida de Andrade Lima, cópia para Portalegre. 88. João do Couto, para o Brasil.
7. As meninas Maias, grupo de duas.
8. D. Rozinda Maria Maia.

1858
1. Sua Majestade el-rei D. Fernando, para o Rio de Janeiro.
2. D. Gertrudes Magna da Silva Salles.
3. Barão de Almeida, Antonio Thomaz de Almeida e Silva. Pertence a sua filha a senhora Baronesa de Almeida D. Anna de Menezes.
4. Sua excelência o Arcebispo de Braga, D. José Joaquim de azevedo e Moura, para Braga.
5. João Luiz Gonçalves, de reminiscência.
6. Sua Eminência o Cardeal Patriarca de Lisboa, D. Manuel Bento Rodrigues, para Braga.
7. José Maria Carvalho e Costa.

1859
1. Matheus José Baptista, Médico-cirurgião.
2. Fernando Postsch, cópia de daguerreotipo.
3. D. Maria Eugenia da Cunha Mattos de Mendia.
4. D. Maria Luísa Telles, para o Rio de Janeiro.
5. José Vieira da Silva Júnior.
6. José Joaquim Vicente de San-Romão Junior.

1860
1. Sua Majestade el-rei D. Pedro V, para o salão da Praça do Comércio de Lisboa.
2. D. Maria Luísa de Araújo Telles.
3. D. Maria Cândida de San-Romão e seu filho, em grupo.
4. José Maria dos Santos.
5. D. Maria Rosa da Costa Lima, mãe do Visconde de Porto Côvo de Bandeira.
6. Géniozinhos brincando[6]

1861
1. Condessa de Farrobo, D. Magdalena Pinault, em trajo á Luiz XV, quadro de 2m,30. Pertence a sua filha D. M.ª Joaquina Quintela casada com Mendonça.
2. Francisco Lourenço da Fonseca.
3. D. Maria José Gaia da Fonseca.
4. Joaquim Júlio Rodrigues de Macedo.
5. Conde de Porto-Côvo de Bandeira, em trajo de cerimónia como Par do Reino, quadro de 2m e 30, Pertence ao actual Conde.
6. Alexandre Herculano de Carvalho, para o Gabinete Português de leitura do Rio de Janeiro.

1862
1. Sua Majestade el-rei D. Luiz, para a sala dos capelos da Universidade de Coimbra, quadro de 3.m de altura.
2. Sua Majestade el-rei D. Pedro V (de reminiscência) para a escola de Mafra, encomenda da Sociedade Madrépora do Rio de Janeiro.
3. Mademoiselle Cunha.
4. Sua Majestade el-rei D. Luiz, encomenda do Ministério da Marinha para a sala do docel do palácio do Governo Geral em Moçambique, quadro de 2.m e 60, por 1.m e 70.
5. Sua Majestade el-rei D. Luiz, para Pernambuco, quadro de 3.m por 2.m.

1863
1. D. Maria do Resgate da Graça de Figueiredo.
2. Sua Majestade el-rei D. Luiz, para o Pará, quadro de 3.m.
3. Conde de Rilvas.[7]
4. João Pinto de Araújo, para o Pará.
5. Repetição do mesmo.
6. D. Jerónima Cândida Vieira, cópia, para o Maranhão.
7. D. Clotilde da Cunha Ricca, de reminiscência. Menina de dois anos de idade.
8. Joaquim António da Silva, para o Pará.
9. Repetição do mesmo.
10. Sua Majestade el-rei D. Luiz, para a Câmara dos Senhores Deputados.
11. D. Cecilia Couceiro Caramaça (de memória.) Existe em poder do Sr. Conselheiro Eduardo Pinto da Silva e Cunha na sua quinta do Campo Grande.

1864
1. Sua Majestade el-rei D. Luiz, para o paço de S. Vicente.
2. Manuel José Dias Monteiro, e D. Anna Isabel Furtado Dias Monteiro, os dois em grupo - quadro de 1,46 por 1.10.
3. Manuel Joaquim de Oliveira. 135. D. Gracinda Alves de Oliveira.

1865
1. José Maria da Silveira Estrlla, cópia de fotografia.
2. D. Anna Telles de Vasconcellos. 138. Visconde de Porto-Côvo.
3. Joaquim Carlos de Champalimaud, cópia de fotografia.
4. Sua Majestade el-rei D. Pedro V, de reminiscência, para a Sociedade de Beneficência do Rio de Janeiro, quadro de 2.m e 50, por 1.m e 50.

1866
1. Frederico Biester, cópia de fotografia.
2. D. Maria Emília de Champalimaud Paes, cópia de fotografia.
3. Jacinto Paes de Mattos Moreira, cópia de miniatura.
4. Sua Majestade el-rei D. Luiz, para Benguela.
5. D. Maria do Carmo Ulrich.
6. Sua Majestade el-rei D. Luiz, para a Câmara dos Dignos Pares.

1867
1. Marquês de Niza.
2. Cópia de uma fotografia, para Caxias (Brasil).
3. Manuel de Sampaio de Sousa Cirne, Junior, cópia de daguerrotipo, para Santarém.
4. Joaquim Caetano Lopes da Silva.
5. José Iglesias, em grupo com sua mulher.
6. D. Maria Rufina da Lima Iglesias.
7. D. Maria Ignacia da Costa, da Bahia.
8. Duarte Fernandes, cópia.
9. D. Maria Adelaide Baldaque da Silva, mulher de Pedro de Medeiros e Albuquerque, cópia de fotografia.

1868
1. Henrique Feijó da Costa, de reminiscência.
2. Sua Majestade el-rei D. Pedro V, para o asilo do Campo Grande.
3. D. Maria Guilhermina da Silva.
4. José Relvas de Campos, de reminiscência.

1869
1. João Anastácio Dias Grande, para Portalegre. Pertence a D. Luisa Grande de Freitas Gomelino e Vasconcellos.
2. D. Anna Francisca dos Santos e Araújo, para o Porto.
3. Repetição do mesmo, para o Pará.
4. Retrato de Nuno de Freitas Lomelino[8]

1870
1. José Elias dos Santos Miranda.
2. Cónego D. Francisco de Paula de Azevedo.
3. Agostinho Dias Lima, para a Bahia.
4. A mãe do cónego Manuel dos Santos Pereira, para a Bahia.
5. O menino Iglesias, cópia.

1871
1. Visconde das Laranjeiras.
2. Manuel Luiz Ferreira dos Santos, para a Bahia.
3. Miguel António Gonçalves da Costa e Amaral, para Mangualde.
4. D. Leonor Margarida de Carvalho da Fonseca e Amaral, para Mangualde.
5. Dr. Seabra, para o Pará.
6. Sogra do antecedente, para o Pará.
7. Jerónimo Maurício dos Santos.

1872, 1873, 1874, 1875
1. D. Emília Gomes dos Santos, para a Bahia.
2. António Augusto Tarujo Formigal.
3. D. Cecília Couceiro Caramassa, de reminiscência.
4. Marquês do Bonfim, para o Rio de Janeiro.
5. Flaminiano José Lopes Ferreira dos Anjos, repetição de retrato pintado em 1852.
6. D. Leonor Magdalena Pecquet Ferreira dos Anjos, repetição do retracto pintado em 1854.
7. Sua Majestade el-rei D. Luiz, para o Tribunal do Comércio de Lisboa.
8. Jacinto Paes de Mattos Falcão, conde do Bracial.
9. A mulher do antecedente, D. Emília.

1876, 1877
1. António Marcellino Facco.
2. D. Ermelinda Maurícia dos Santos Facco.
3. Dr. José Maria Borges, Juiz da Relação.
4. Um menino, (corpo inteiro) da família Faria e Maia, da ilha de S. Miguel.
5. D. Guilhermina Godinho de Andrade.
6. Fammiano José Lopes Ferreira dos Anjos, nova repetição do retrato de 1852.
7. D. Leonor Magdalena Pecquet Ferreira dos Anjos, nova repetição do retrato de 1854.

1878
1. A menina Aragão Moraes, de reminiscência.
2. Alberto Neves de Carvalho, para Caxias (Brasil).
3. António João Alves da Cunha e Silva, para o Rio de Janeiro.
4. D. Marianna Alves da Cunha e Silva, para o Rio de Janeiro.
5. Visconde de Castilho, António Feliciano de Castilho, de reminiscência e por fotografias: encomenda da Câmara Municipal de Lisboa para uma das suas escolas.
6. Conselheiro António Rodrigues Sampaio, idem.
7. Barão de S. João d’Areias, Manual de Serpa Pimentel.
8. Dr. Carlos Zephyrino Pinto Coelho.
9. Um Americano, para Liverpool.
10. António Rodrigues Sampaio, repetição. 202. Sebastião José de Freitas.
11. … Freitas Rego.

- Outros

1. Auto-retrato do artista, aos dezanove anos de idade.
2. Auto-retrato do pintor, vestido com capa e gorro.